# Charles Bacon
Pour les articles homonymes, voir Bacon.

Charles J. Bacon, vainqueur du 400 mètres haies aux Jeux olympiques de 1908.

Charles Joseph Bacon Jr., né le 9 janvier 1885 et décédé le 15 novembre 1968, était un athlète américain champion olympique.
Aux Jeux olympiques de 1904 à Saint-Louis, Charles Bacon termine neuvième sur 1 500 mètres. Aux Jeux olympiques intercalaires de 1906, il se classe cinquième sur 400 mètres et sixième sur 800 mètres.
Il atteint le sommet de sa carrière sportive aux Jeux olympiques de 1908 à Londres. Peu avant ces jeux, Bacon avait couru un 400 mètres haies en 55 s 8 (meilleure performance mondiale mais non officielle). À Londres, il remporte la finale en 55 s 0 devant son compatriote Harry Hillman en 55 s 3. Pendant la course, Bacon change brièvement de couloir et saute la mauvaise haie. Il n'est pourtant pas disqualifié, le jury considérant qu'il n'avait pas bénéficié d'un avantage.
Hillman avait été sacré champion quatre ans plus tôt en 53 s 0. Néanmoins, à Saint-Louis, les haies mesurent 76 cm au lieu de 91 cm. Le temps de Bacon faisait ainsi office de record du monde. Lorsqu'en 1912, l'IAAF reconnut pour la première fois des records du monde, le temps de Bacon en 1908 a été reconnu. Comme cette course n'a pas été courue en 1912, son record dura jusqu'en 1920.

## Palmarès

### Jeux olympiques d'été
- Jeux olympiques de 1904 à Saint-Louis ( États-Unis)
  - 9e sur 1 500 mètres
- Jeux olympiques intercalaires de 1906 à Athènes ( Royaume de Grèce)
  - 5e sur 400 mètres
  - 6e sur 800 mètres
  - 5e sur 400 mètres
- Jeux olympiques d'été de 1908 à Londres ( Royaume-Uni)
  -  Médaille d'or sur 400 mètres haies

## Records
- Record du monde et olympique du 400 mètres haies en 55 s 0 le 22 juillet 1908 à Londres (sera battu par Frank Loomis le 16 août 1920 à Anvers)